# Queen tour
Queen tour var en konsertturné i Storbritannien av den brittiska rockgruppen Queen, som pågick mellan den 12 november och den 2 december 1973. Under större delen av denna turné agerade Queen förband åt rockgruppen Mott the Hoople, det var även gruppens första stora turné. Gruppen hade tidigare under året släppt debutalbumet Queen, men endast tre låtar från albumet var givna i låtlistan.

## Låtlista
Låtlistan för turnén innehöll låtar från Queen, som givits ut tidigare under 1973. 
Det förinspelade numret, Procession, samt Father to Son och Ogre Battle gavs 1974 ut på gruppens andra studioalbum Queen II. Låten Hangman, som skrevs av Brian May och Freddie Mercury, gavs aldrig ut av gruppen, den spelades endast live. Konserterna avslutades oftast med ett medley av låtar från 50- och 60-talet. Stone Cold Crazy, en låt som gavs ut på gruppens tredje studioalbum, Sheer Heart Attack, spelades på vissa konserter under turnén. Likaså Great King Rat och Modern Times Rock n' Roll som ibland ersatte Bama Lama Bama Loo. See What a Fool I've Been spelades ibland också, denna låt gavs ut 1974 som b-sida till Seven Seas of Rhye.
Följande låtlista är typisk för denna turné:
1. "Procession"
2. "Father to Son"
3. "Son and Daughter"
4. "Ogre Battle"
5. "Hangman"
6. "Keep Yourself Alive"
7. "Liar"
8. "Rock 'n' Roll Medley"
"Jailhouse Rock"
"Shake Rattle and Roll"
"Stupid Cupid"
"Be-Bop-A-Lula"
"Jailhouse Rock (repris)"
9. "Big Spender"
10. "Bama Lama Bama Loö"

## Datum
| Datum            | Arena             | Stad            | Land      | Förband åt/Förband |
| ---------------- | ----------------- | --------------- | --------- | ------------------ |
| Storbritannien   |                   |                 |           |                    |
| 12 november 1973 | Town Hall         | Leeds           | England   | Mott the Hoople    |
| 13 november 1973 | St. George's      | Blackburn       | England   | Mott the Hoople    |
| 15 november 1973 | Gaumont           | Worchester      | England   | Mott the Hoople    |
| 16 november 1973 | University        | Lancaster       | England   | Mott the Hoople    |
| 17 november 1973 | Stadium           | Liverpool       | England   | Mott the Hoople    |
| 18 november 1973 | Victoria Hall     | Hanley          | England   | Mott the Hoople    |
| 19 november 1973 | Civic             | Wolverhampton   | England   | Mott the Hoople    |
| 20 november 1973 | New Theatre       | Oxford          | England   | Mott the Hoople    |
| 21 november 1973 | Guildhall         | Preston         | England   | Mott the Hoople    |
| 22 november 1973 | City Hall         | Newcastle       | England   | Mott the Hoople    |
| 23 november 1973 | Apollo Theatre    | Glasgow         | Skottland | Mott the Hoople    |
| 25 november 1973 | Caley Cinema      | Edinburgh       | Skottland | Mott the Hoople    |
| 26 november 1973 | Opera House       | Manchester      | England   | Mott the Hoople    |
| 27 november 1973 | Town Hall         | Birmingham      | England   | Mott the Hoople    |
| 28 november 1973 | Brangwyn Hall     | Swansea         | Wales     | Mott the Hoople    |
| 29 november 1973 | Colston Hall      | Bristol         | England   | Mott the Hoople    |
| 30 november 1973 | Winter Gardens    | Bournemouth     | England   | Mott the Hoople    |
| 1 december 1973  | Kursaal           | Southend-on-Sea | England   | Mott the Hoople    |
| 2 december 1973  | Central           | Chatham         | England   | Mott the Hoople    |
| 6 december 1973  | College           | Cheltenham      | England   | -                  |
| 7 december 1973  | Shaftesbury Hall  | London          | England   | -                  |
| 8 december 1973  | University        | London          | England   | -                  |
| 14 december 1973 | Hammersmith Odeon | London          | England   | Mott the Hoople    |
| 14 december 1973 | Hammersmith Odeon | London          | England   | Mott the Hoople    |
| 15 december 1973 | University        | Leicester       | England   | -                  |
| 21 december 1973 | Connty Hall       | Taunton         | England   | -                  |
| 22 december 1973 | Town Hall         | Peterborough    | England   | -                  |
| 28 december 1973 | Top Rank          | Liverpool       | England   | 10cc, Great Day    |

## Medverkande
- Freddie Mercury - sång, piano, tamburin
- Brian May - gitarr, kör
- Roger Taylor - trummor, kör
- John Deacon - bas